# Gawrzyjałki

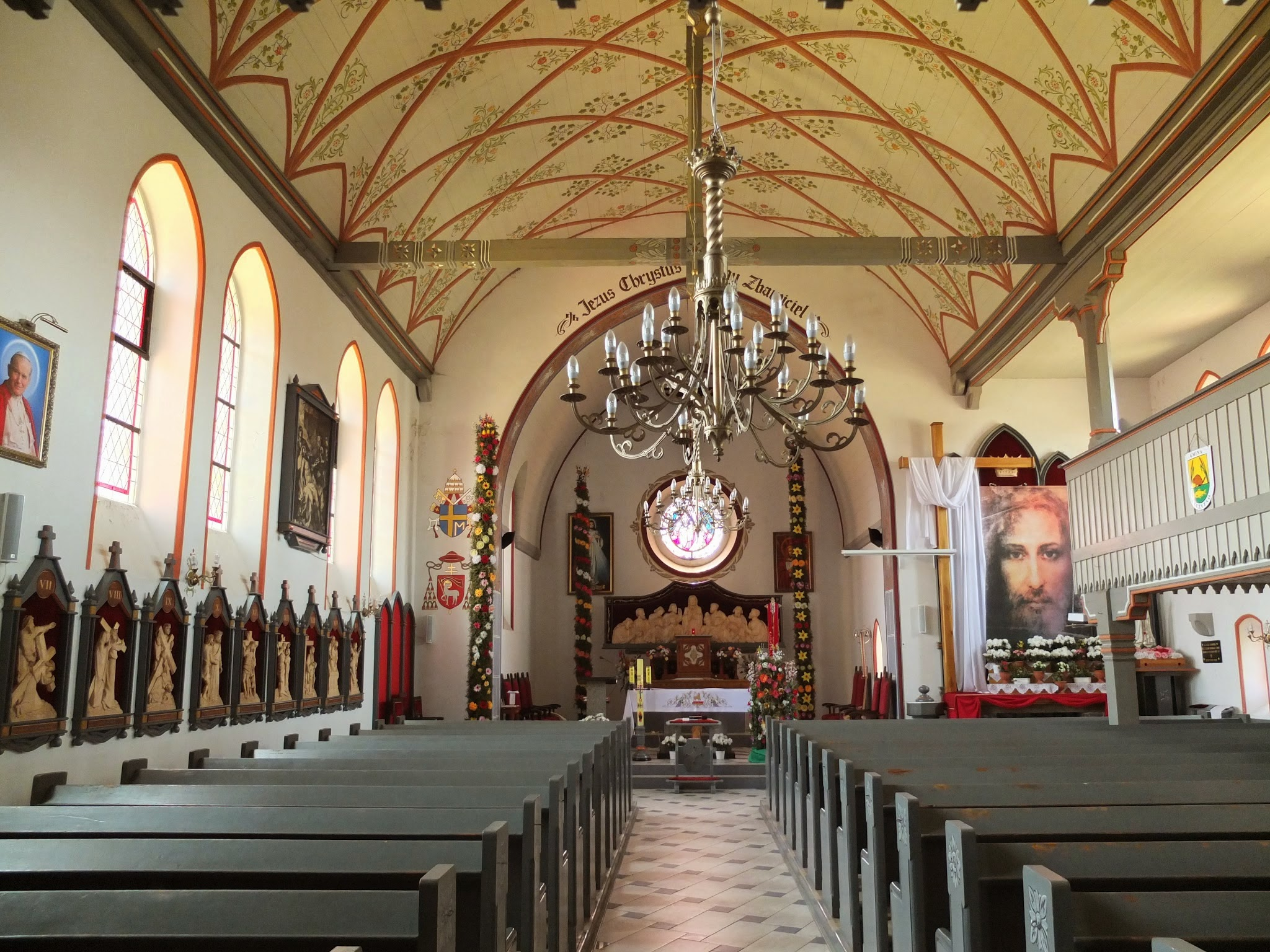

Gawrzyjałki (dawniej Gawrzialken, od 1928 Wilhelmstahl) – wieś w Polsce położona w województwie warmińsko-mazurskim, w powiecie szczycieńskim, w gminie Szczytno. W latach 1975–1998 miejscowość administracyjnie należała do województwa olsztyńskiego.
Najważniejszy budynek to neogotycki kościół z 1908 r. W 1980 r. ewangelicka świątynia przejęta została przez społeczność katolicką, która napłynęła na Mazury po 1945 r. We wsi znajduje się również budynek przedwojennej szkoły o ciekawej bryle architektonicznej, w którym obecnie funkcjonuje niepubliczna szkoła podstawowa. Gawrzyjałki są wsią o wyjątkowo dużej, jak na Mazury, liczbie krzyży i kapliczek. Jest ich tam aż siedem.
Najważniejszą rolę poza kościołem we wsi odgrywa istniejąca od 1958 r. Ochotnicza Straż Pożarna.
Gawrzyjałki to wieś o bogatym życiu społecznym, skupionym głównie wokół kościoła i OSP.
Wieś założona na tak zwanych nowiznach lasów w nadleśnictwie Pupy w 1788 r. Ponad sto lat później, w 1895 r., powstała w Gawrzyjałkach parafia. Początkowo nabożeństwa odbywały się w szkole lub w pobliskim Białym Gruncie. Kościół w Gawrzyjałkach wybudowano w 1907 roku, z okazji 200. rocznicy powstania państwa pruskiego. W tamtym czasie wystrój kościoła był neogotycki. W 1928 r. zmieniono urzędową nazwę wsi na Wilhemstahl. 
W 1980 r. ewangelicką świątynię siłą przejęli katolicy.